# Postosuchus
Postosuchus is een geslacht van uitgestorven, op krokodillen gelijkende reptielen dat behoorde tot de Rauisuchia, een subgroep van de Archosauria. Deze laatste groep omvat ook de krokodillen en de dinosauriërs, waaronder de vogels.
Postosuchus leefde in het Laat-Trias, ongeveer 222 tot 215 miljoen jaar geleden. Het had een lange staart, een grote kop met krachtige kaken en grote tanden. Postosuchus was circa 4,5 tot 6 meter lang, ongeveer anderhalve meter hoog en duizend kilogram zwaar. Dit dier was het toproofdier van zijn tijd en voedde zich met onder andere kleine dinosauriërs en planteneters als Placerias. Postosuchus liep op vier poten, maar de achterpoten waren langer dan de voorpoten. De poten stonden recht onder het lichaam, waardoor Postosuchus efficiënter kon lopen. Dit reptiel is door Sankar Chatterjee gevonden in de Post Quarry in Texas (daar is de geslachtsnaam ook van afgeleid) en in het Petrified Forest in Arizona.